# The Gospel According to the Meninblack
The Gospel According to the Meninblack – piąty studyjny album zespołu The Stranglers, wydany w 1981 roku, nakładem wydawnictwa Liberty. Na rynku ukazał się 7 lutego. Producentem płyty był sam zespół. Album zajął 8. miejsce na brytyjskiej liście sprzedaży UK Albums Chart.

## Utwory
1. „Waltzinblack” – 3:38
2. „Just Like Nothing on Earth” – 3:55
3. „Second Coming” – 4:22
4. „Waiting for the Meninblack” – 3:44
5. „Turn the Centuries, Turn” – 4:35
6. „Two Sunspots” – 2:32
7. „Four Horsemen” – 3:40
8. „Thrown Away” – 3:30
9. „Manna Machine” – 3:17
10. „Hallow to Our Men” – 7:26

## Single z albumu
- „Thrown Away” UK # 42[7]
- „Just Like Nothing on Earth”

## Muzycy
- Jean-Jacques Burnel – gitara basowa, wokal
- Hugh Cornwell – wokal, gitara, gitara basowa
- Dave Greenfield – klawisze, wokal
- Jet Black – perkusja